# آيت يعقوب (آيت علي بوبكر)
آيت يعقوب هو دُوَّار يقع بجماعة عين الشكاك، إقليم صفرو، جهة فاس مكناس في المملكة المغربية. ينتمي الدوّار لمشيخة آيت علي بوبكر التي تضم 8 دواوير. يقدر عدد سكانه بـ 258 نسمة حسب الإحصاء الرسمي للسكان والسكنى لسنة 2004.

## وصلات خارجية
- البوابة الوطنية للجماعات الترابية
- المندوبية السامية للتخطيط